# Brassokeria
× Brassokeria, (abreviado Brsk) en el comercio, es un híbrido intergenérico entre los géneros de orquídeas Barkeria × Brassavola. Fue publicado en Orchid Rev. 88(1044) cppo: 11 (1980).